# エドマンド・バトラー (第11代マウントガーレット子爵)
第11代マウントガーレット子爵エドマンド・バトラー（英語: Edmund Butler, 11th Viscount Mountgarret、1745年7月27日 – 1793年7月16日）は、アイルランド王国の貴族、政治家。

## 生涯
第10代マウントガーレット子爵エドマンド・バトラーとシャーロット・ブラッドストリート（Charlotte Bradstreet、1778年3月27日没、初代準男爵サー・サイモン・ブラッドストリートの娘）の息子として、1745年7月27日に生まれた。
1768年10月7日、ヘンリエッタ・バトラー（Henrietta Butler、1750年8月15日 – 1785年6月16日、初代キャリック伯爵サマセット・ハミルトン・バトラーの娘）と結婚、4男1女をもうけた。
- エドマンド（1771年1月6日 – 1846年7月16日） – 第12代マウントガーレット子爵、後に初代キルケニー伯爵に叙爵
- サマセット・リチャード（1771年12月 – 1826年4月18日） - ジェーン・フレンチ（Jane French、アーサー・フレンチの娘）と結婚
- ヘンリー（1773年2月16日 – 1842年12月6日） - 1811年2月3日、アン・ハリソン（Anne Harrison、1857年5月19日没、ジョン・ハリソンの娘）と結婚、子供あり。第13代マウントガーレット子爵ヘンリー・エドマンド・バトラーの父
- シャーロット・ジュリアナ（1778年8月6日 – 1830年10月26日） - 1799年8月7日、ジョン・キャリントン・スミス（John Carrington Smith）と結婚
- ピアース（英語版）（1784年5月6日 – 1846年6月13日） - 連合王国庶民院議員。1800年、アン・マーチ（Anne March、1872年没、トマス・マーチの娘）と結婚、子供あり

1776年から1779年までキルケニー・カウンティ選挙区の代表としてアイルランド庶民院議員を務め、1779年2月9日に父が死去するとマウントガーレット子爵の爵位を継承、同年11月26日にアイルランド貴族院議員に就任した。
1793年7月16日に死去、息子エドマンドが爵位を継承した。